# Hada honeyi
Hada honeyi là một loài bướm đêm trong họ Noctuidae.